# Rudge-Wedge
Rudge-Wedge is een Brits historisch merk van motorfietsen.
De bedrijfsnaam was aanvankelijk Rudge Cycles, later Rudge Wedge & Company.
Het bedrijf werd opgericht door Harry Rudge (oudste zoon van Dan Rudge) en C. Wedge. Zij begonnen in 1891 een rijwielfabriek in Pelham Street in Wolverhampton. Harry Rudge had daarvoor gewerkt voor Humber. In 1902 verhuisde het bedrijf naar Mander Street, waar men motorfietsen ging maken. Deze hadden 1,75 pk en 2½ pk motoren met oppervlakte- of sproeiercarburateurs. Ze werden verkocht voor 40- en 42 Pond. Men besloot al snel weer alleen fietsen te gaan maken en de productie van motorfietsen werd beëindigd. De Rude-Wedge motorfietsen waren nog eenvoudige modellen, eigenlijk fietsen waarbij een klein kop/zijklepmotortje tussen de framebuizen lag dat het achterwiel via een riemaandrijving aandreef. De motorfietsen moesten na elke stop aangefietst worden.